# Bernhard zur Lippe-Biesterfeld

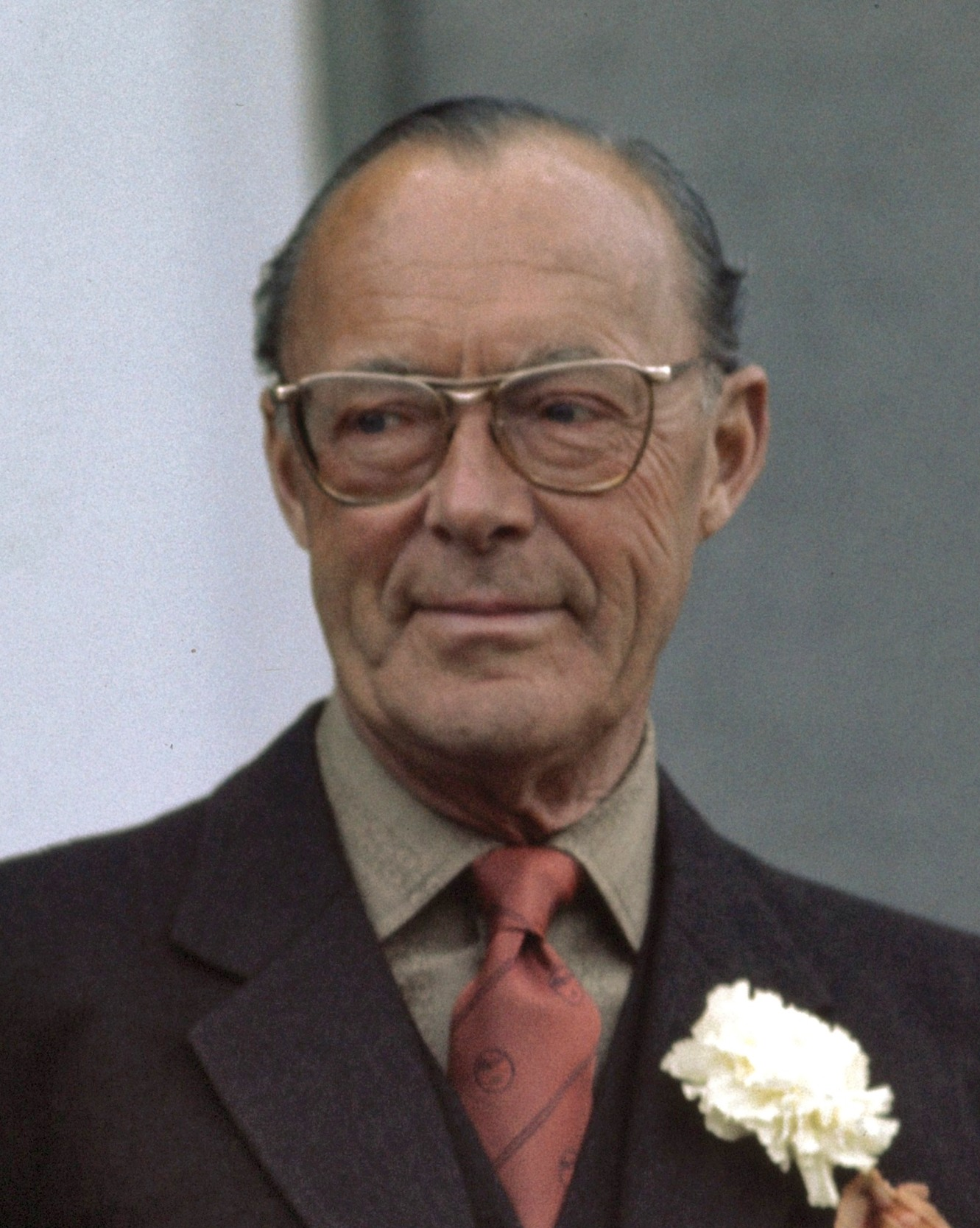
Prinz Bernhard der Niederlande (1976)

Standarte von Prinz Bernhard als niederländischer Prinzgemahl

Wappen von Prinz Bernhard

Bernhard, Prinz der Niederlande, Prinz zur Lippe-Biesterfeld (niederländisch Bernhard, Prins der Nederlanden, Prins van Lippe-Biesterfeld; geboren als Bernhard Leopold Friedrich Eberhard Julius Kurt Karl Gottfried Peter, Graf zur Lippe-Biesterfeld; * 29. Juni 1911 in Jena; † 1. Dezember 2004 in Utrecht), war der Prinzgemahl der Königin Juliana der Niederlande. Beide hatten zusammen vier Töchter: die spätere Königin Beatrix und ihre Schwestern Irene, Margriet und Christina. Einer seiner Enkel ist der heutige König Willem-Alexander.

## Leben

### Herkunft und Jugend
Der spätere niederländische Prinzgemahl war der älteste Sohn von Prinz Bernhard zur Lippe (Haus Lippe) senior und Armgard von Cramm. Im Geburtsregister, das im thüringischen Jenaer Stadtarchiv aufbewahrt wird, ist der 28. Juni 1911 als Tag seiner Geburt eingetragen. Zeitlebens wurde das offizielle Geburtsdatum jedoch mit dem 29. Juni angegeben. Dies ist wahrscheinlich auch sein richtiger Geburtstag. Zwar ist die Unstimmigkeit nicht sicher geklärt, falsch datierte Geburtseinträge kamen zu jener Zeit aber häufiger vor. Die in dieser Zeit üblichen Hausgeburten wurden erst einige Tage später dem Standesamt gemeldet, was gelegentlich zu Fehleintragungen führte. Wegen der morganatischen Ehe seines Vaters wurde er zunächst als Graf zur Lippe-Biesterfeld geboren und erst 1916 durch Fürst Leopold IV. zur Lippe, den Bruder seines Vaters, zum Prinzen erhoben.
Bernhard zur Lippe-Biesterfeld junior lebte in seiner Jugend auf dem heimatlichen Gut in Reckenwalde (Provinz Posen). Er wurde anfangs im Elternhaus privat unterrichtet und besuchte ab dem zwölften Lebensjahr ein Internat in Züllichau. Ab 1926 besuchte er das Arndt-Gymnasium in Dahlem, wo er 1929 sein Abitur ablegte. Anschließend studierte er an der Lausanner und Berliner Universität Jura. Während seines Aufenthalts in Berlin entwickelte er ein Faible für schnelle Autos, Reiten und Safaris. Bei einem Bootsunfall und bei einem Flugzeugabsturz kam er fast ums Leben. Bei einem Autounfall mit 160 km/h erlitt er einen Halswirbel- und Rippenbruch.

### Beruf und Politik
Als Rechtsreferendar trat er 1935 in den Dienst der I.G. Farben ein und wurde noch im selben Jahr Direktionssekretär der Pariser Niederlassung. Prinz Bernhard trat zum 1. Mai 1933 der NSDAP bei (Mitgliedsnummer 2.583.009) und wurde Mitglied in der Reiter-SS, einer berittenen Sonderformation der Schutzstaffel, und später des NSKK.

### Heirat mit Prinzessin Juliana
1935 lernte er Prinzessin Juliana, Tochter der niederländischen Königin Wilhelmina, kennen. Als Angehöriger des Hochadels und Protestant war er für die niederländische Königin Wilhelmina als Schwiegersohn und Ehemann der Thronfolgerin akzeptabel. Trotzdem wurde über seine Eignung in den Niederlanden öffentlich heftig diskutiert.
Prinz Bernhards mangelndes politisches Gespür distanzierte ihn von den Niederländern zu einer Zeit, als die politischen Spannungen in Europa mit dem diktatorisch regierten Deutschen Reich wuchsen. Seine erste Reise als Mitglied des niederländischen Königshauses führte ihn in die Reichskanzlei von Adolf Hitler, der bei dieser Gelegenheit Prinz Bernhard den Eindruck vermittelte, die Heirat des Prinzen mit der zukünftigen niederländischen Königin sei ein Zeichen der Allianz zwischen den beiden Staaten.
Kurz vor seiner Heirat hatte er im niederländischen Königspalast den SS-Offizier Langenheim empfangen und ihm in einer Unterredung seine Einschätzung zur politischen Situation in den Niederlanden und die Rolle der niederländischen nationalsozialistischen Partei mitgeteilt. All dies wurde detailliert an den späteren deutschen Außenminister, Joachim von Ribbentrop, gemeldet. Ob dies ein Verrat niederländischer Interessen war oder nicht, war später Gegenstand öffentlicher Erörterungen. Jedenfalls trat Prinz Bernhard im Jahr 1936 als künftiger Ehemann der niederländischen Thronfolgerin aus allen nationalsozialistischen Gruppierungen aus. Am 7. Januar 1937 heiratete er Prinzessin Juliana. Ein Jahr später wurde seine erste Tochter geboren, Prinzessin Beatrix, von 1980 bis 2013 Königin der Niederlande.

### Zweiter Weltkrieg

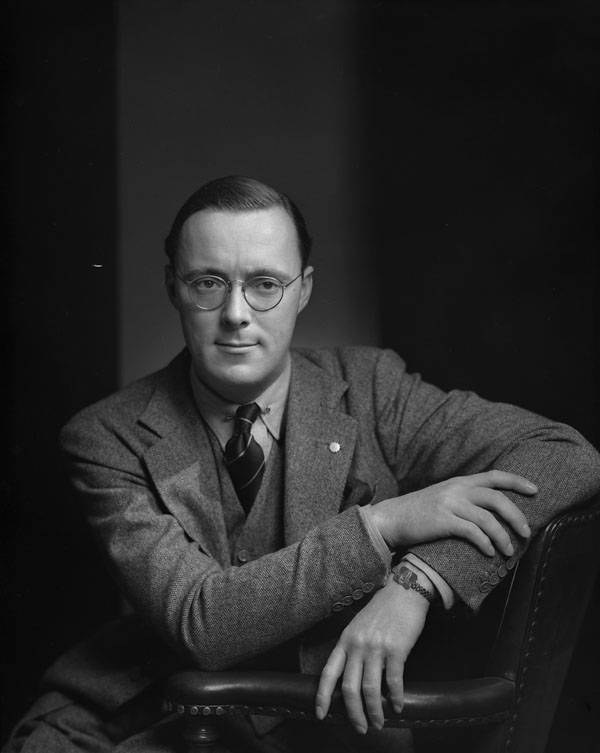
Prinz Bernhard in Ottawa (1942)

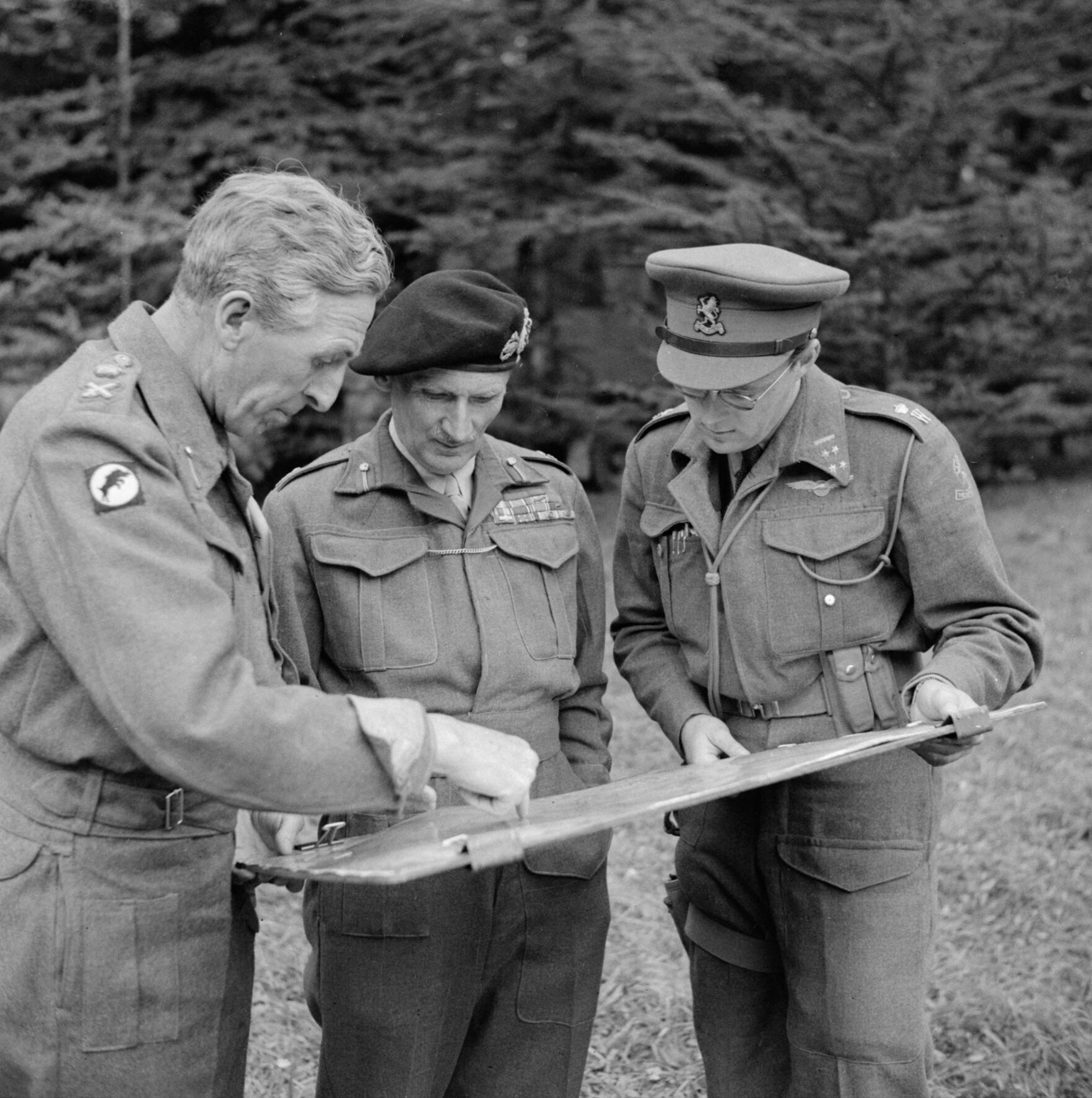
Prinz Bernhard (rechts) mit den britischen Generälen Montgomery und Horrocks im September 1944

Im Zweiten Weltkrieg verhielt sich Bernhard als loyales Mitglied des niederländischen Königshauses und hielt sich während der deutschen Besatzung der Niederlande ab 1940 mit Königin Wilhelmina im Londoner Exil auf, während seine Frau und die Kinder im Exil im kanadischen Ottawa lebten. In England wollte er im britischen Geheimdienst arbeiten, aber die britische Kriegsadmiralität und später der alliierte Kommandostab des US-Generals Eisenhower misstrauten ihm und verwehrten ihm daher den Zugang zu Geheimdienstinformationen. Auf Empfehlung des britischen Königs George VI. erlaubte man ihm jedoch später die Mitarbeit in Planungsstäben. Auf dem Flugplatz in Hatfield wurde er zum Piloten der Royal Air Force ausgebildet. Er flog zahlreiche Einsätze. Er wollte sich auch an den Luftangriffen auf Deutschland beteiligen; dies wurde ihm jedoch nicht gestattet. 1944 ernannte ihn seine Schwiegermutter, Königin Wilhelmina, zum Oberkommandierenden der Koninklijke Luchtmacht. Als sich die niederländischen Widerstandsbewegungen LKP, RVV und OD nach Verhandlungen mit königlichem Beschluss vom 5. September 1944 zu den Binnenlandsstreitkräften (Binnenlandse Strijdkrachten, kurz BS) zusammenschlossen, erhielt Prinz Bernhard das gemeinsame Oberkommando. Sein Stabsquartier wurde zunächst auf dem Gut Anneville bei Ulvenhout (südlich von Breda) eingerichtet. Im Mai 1945 half er, bei der Kapitulation der deutschen Besatzungstruppen in den Niederlanden zu vermitteln.

### Prinzgemahl der Königin

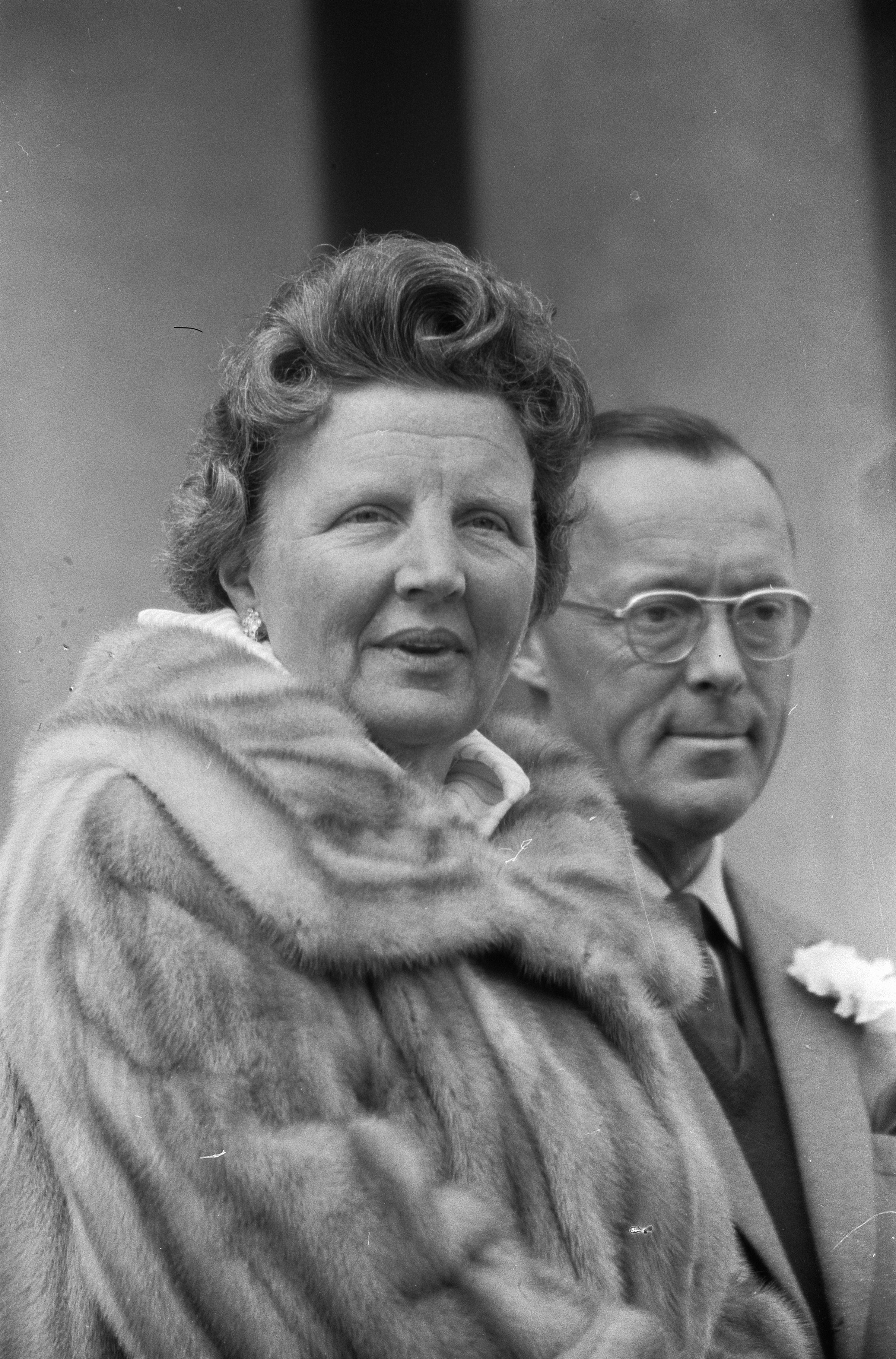
Prinz Bernhard neben Königin Juliana 1960

Als Offizier und Prinz der Niederlande hatte er zeitweise die Funktion eines Generalinspekteurs, vergleichbar der eines Wehrbeauftragten. Dabei nahm er sich der Klagen der Soldaten an und inspizierte Kasernen, Schiffe und Flugzeuge.
Mit der Thronbesteigung seiner Ehefrau Juliana wurde er 1948 Prinzgemahl der Königin.
Sein Engagement für den wirtschaftlichen Wiederaufschwung in seiner Wahlheimat brachte Prinz Bernhard in viele niederländische Aufsichtsräte, z. B. der niederländischen Fluggesellschaft KLM und bei Fokker Aircraft.
1954 initiierte Prinz Bernhard die Bilderberg-Konferenz, ein seitdem jährliches wichtiges Treffen europäischer und nordamerikanischer Politiker und Wirtschaftsmagnaten, von denen jeweils nur die Teilnehmerlisten bekannt werden, nicht aber die Gesprächsthemen. Er gab den ursprünglichen Sinn der Bilderberg-Konferenz damit an, dem Antiamerikanismus in Europa und dem Antieuropäismus in den Vereinigten Staaten dadurch entgegenzuwirken, dass er wichtige Persönlichkeiten von beiderseits des Atlantiks zu Gesprächen zusammenführe, die nicht von Erwartungen und Kommuniqués belastet seien. Hier wurde auch der Gedanke des französischen Außenministers Robert Schuman von einer Europäischen Wirtschaftsgemeinschaft gestärkt.
Flugzeuge und Autos waren große Leidenschaften des Prinzen. Seine Pilotenlaufbahn beendete er zusammen mit seinem Enkel, dem heutigen König Willem Alexander, über dem Flughafen von Amsterdam, Schiphol mit einem Looping. Der Flugbetrieb wurde für diese Phase extra unterbrochen. Der Prinz soll über fünfzig verschiedene Flugzeugtypen geflogen sein. Unter anderem nahm er auch an Testflügen für die Concorde (zumindest passiv im Cockpit) teil.
Obwohl während vieler Jahre Großwildjäger, änderte sich seine Einstellung gegenüber der Natur. Im Jahre 1961 spielte er eine wesentliche Rolle bei der Gründung des World Wildlife Fund (WWF), dessen Gründungspräsident er wurde. Ihm zu Ehren wurde deshalb 2002 eine neu entdeckte Primatenart Prinz-Bernhard-Springaffe benannt.

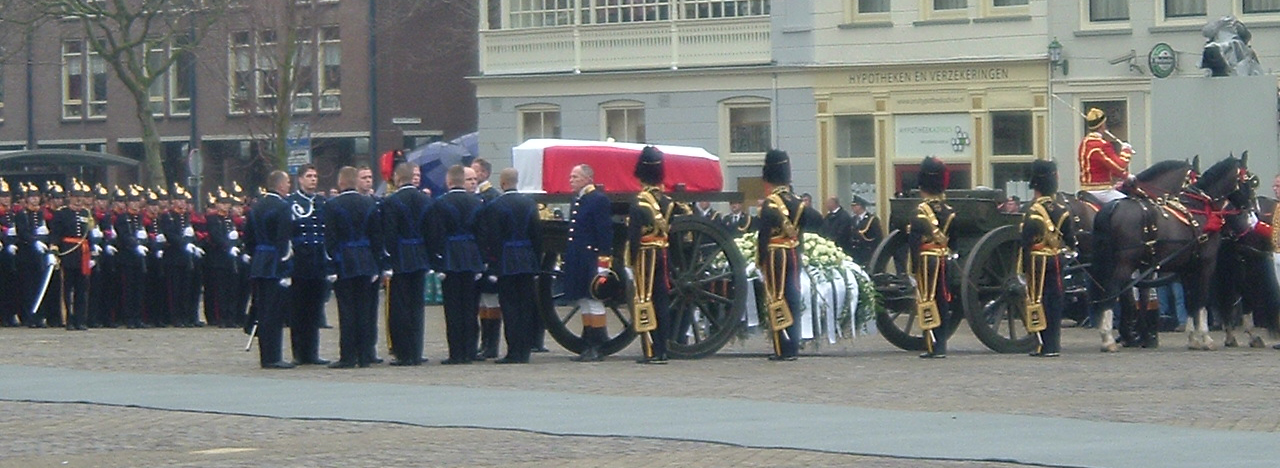
Ankunft des Trauerzuges vor der Nieuwe Kerk in Delft, 11. Dezember 2004

Prinz Bernhard starb im Alter von 93 Jahren im Universitätsklinikum Utrecht an den Folgen einer Krebserkrankung an Lunge und Darm. Am 11. Dezember 2004 wurde er mit einem großen Staatsbegräbnis in der Familiengruft der Oranier in Delft beigesetzt.
Bei der Trauerfeier wurde eine Flugformation zu Ehren des Verstorbenen abgehalten. Eine Missing-Man-Formation zusammen mit F-16-Kampfflugzeugen und einer Spitfire aus dem Zweiten Weltkrieg flogen über die Nieuwe Kerk in Delft. Die Spitfire war eines der zahlreichen Flugzeugmodelle, die der Prinz in seiner sehr langen Fliegerkarriere als Pilot geflogen hatte.

## Skandale
Als seine Frau in den 1950er-Jahren unter den Einfluss der okkultistischen Wunderheilerin Greet Hofmans geriet, wurden in der niederländischen Presse eine Reihe außerehelicher Affären und ausgelassener Partys in den niederländischen Botschaften, die der Prinz im Rahmen seiner verschiedenen Aktivitäten besuchte, nicht erwähnt.

### Mitgliedschaft in NSDAP und Reiter-SS

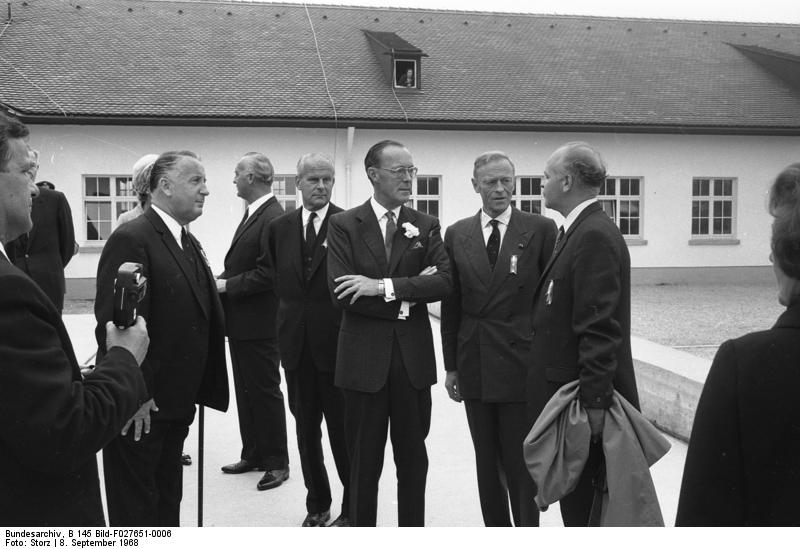
Bei einem Besuch im ehemaligen KZ Dachau, 1968

Prinz Bernhard trat zum 1. Mai 1933 der NSDAP bei (Mitgliedsnummer 2.583.009) und wurde Mitglied in der Reiter-SS, einer berittenen Sonderformation der Schutzstaffel, und später des NSKK. Er selbst stritt eine Mitgliedschaft in der NSDAP nach dem Krieg immer ab, räumte aber ein, der SS angehört zu haben, wenngleich er auch diese Tatsache herunterspielte. Die Historikerin Annejet van der Zijl kam 2010 in einer umfangreichen Studie zu dem Ergebnis: „Aufgrund der nun verfügbaren Daten scheint dann auch die Schlussfolgerung gerechtfertigt, dass Bernhards Sympathie und Engagement für nationalsozialistische Organisationen deutlich größer gewesen ist als später von ihm dargestellt.“ Im Jahr 2023 wurde durch den Fund eines NSDAP-Ausweises im Hausarchiv der Königsfamilie durch den Archivdirektor Flip Maarschalkerweerd Bernards NSDAP-Mitgliedschaft bewiesen. 1937 wandte sich Bernhard außerdem in zwei Briefen an Adolf Hitler. Er bat Hitler darin, gegen negative Presseberichte über ihn vorzugehen.
Während des Zweiten Weltkrieges galt Bernhard den Deutschen als ehemaliges SS-Mitglied, das nun auf Seiten der Alliierten stand, als Verräter. So berichtete Otto Skorzeny in seinen Memoiren, dass er und seine Männer bei der Besetzung der Niederlande auf Porträts des Prinzen mit Pistolen schossen, wenn sie solche vorfanden.
Verschiedene Autoren wie der Historiker Gerald Aalders halten die Gerüchte für glaubwürdig, dass Bernhard während des Krieges einen stadhoudersbrief geschrieben habe. Angeblich habe Bernhard im Jahr 1942 Adolf Hitler angeboten, die Rolle eines Statthalters der Niederlande (oder auch: Gauleiters) zu übernehmen. Dafür solle die deutsche Besatzung der Niederlande, in Absprache mit Großbritannien, enden. Allerdings wurde dieser Brief nie gefunden, und auch sonst gibt es keine Beweise für seine Existenz.

### Der Lockheed-Skandal
Prinz Bernhard war in den so genannten Lockheed-Skandal verwickelt, bei dem der US-amerikanische Konzern Schmiergelder von 1,1 Millionen US-Dollar dafür zahlte, dass Flugzeuge vom Typ Starfighter F-104 für die Koninklijke Luchtmacht gekauft wurden. Ähnliche Skandale gab es auch in verschiedenen anderen Ländern. In der Folge wurde in der Presse ferner bekannt, dass Bernhard ein luxuriöses Apartment in Paris gekauft hatte, und zwar für seine Geliebte Helene Grinda. Der Prinz unterhielt weiterhin intensive Kontakte zu Tibor Rosenbaum, dem Schweizer Bankier und Strohmann des Mafia-Finanziers Meyer Lansky und zu Robert Vesco. Vesco benutzte Amsterdam als Postadresse, als er erhebliche Summen aus den Fonds des von ihm kontrollierten Offshore-Finanzkonzerns Investors Overseas Services zweckentfremdete.
Ein Untersuchungsausschuss des niederländischen Parlaments verfasste 1976 einen Untersuchungsbericht, der zu Lebzeiten Bernhards geheim gehalten wurde. Demzufolge hatte der Ausschuss offenbar zweifelsfreie Beweise für Gesetzesverstöße gefunden. Das Dokument, das Prinz Bernhard am meisten belastet, soll ein persönliches Schreiben des Prinzen an Lockheed aus dem Jahr 1974 sein, in dem er um die Überweisung der Provision für den Kauf der Starfighter durch die niederländischen Streitkräfte bat. Die Untersuchungen sollen zudem die Zahlung von mehr als einer Million US-Dollar an den argentinischen Präsidenten Juan Perón für den Kauf von Eisenbahnausrüstungen in den Niederlanden zu Tage gefördert haben. 
Ministerpräsident Joop den Uyl ließ Prinz Bernhard auf Grund der Vorwürfe die Wahl, alle öffentlichen Ämter aufzugeben, um im Gegenzug nicht vor Gericht gestellt zu werden. Prinz Bernhard zog sich daraufhin am 26. August 1976 von allen öffentlichen Ämtern zurück. Sein Nachfolger als Präsident des WWF wurde John H. Loudon.

### Projekt Schloss
1988 verkauften Prinz Bernhard und Prinzessin Juliana zwei Gemälde aus ihrer Privatsammlung, um Geld für den WWF zu sammeln. Die Gemälde wurden für 700.000 £ verkauft, die auf ein Schweizer Bankkonto des WWF eingezahlt wurden. Trotzdem transferierte 1989 Charles de Haes, der Generaldirektor des WWF, 500.000 £ zurück an Prinz Bernhard – wie de Haes erklärte, für ein „privates Projekt“. 1991 meldeten Zeitungen, dass mit dem Geld überwiegend britische Söldner angeworben worden waren, die Wilderer in den Naturreservaten bekämpfen sollten. Die Söldner infiltrierten solche Organisationen, die vom illegalen Handel mit Elfenbein profitieren, um sie aufzurollen.
Dieses „Projekt Schloss“, wie es genannt wurde, war in das Gegenteil umgeschlagen. Die Truppe von Prinz Bernhard hatte nicht nur den illegalen Handel infiltriert, sondern nahm auch daran teil. Der irische Reporter Kevin Dowling enthüllte, dass die südafrikanische Armee ebenfalls an dem Handel beteiligt war, was darauf hindeutete, dass es Verbindungen mit dem Kampf der Weißen für den Fortbestand der Apartheid gab. Überdies bezichtigte er Mitglieder der südafrikanischen Spionageabwehreinheit Koevoet, die unter dem „Projekt Schloss“ trainiert wurden, für das Boipatong-Massaker 1992 verantwortlich zu sein.
1995 rief der erste schwarze südafrikanische Präsident Nelson Mandela die Kumleben-Kommission ins Leben, die neben anderen Fragen die Rolle des WWF in der Zeit der Apartheid in Südafrika ermitteln sollte. Im Untersuchungsbericht wurde angedeutet, dass die Söldner des „Projekts Schloss“ Anschläge auf ANC-Mitglieder geplant hatten. Dazu hatten sie sogar militärische Trainingscamps in den Naturschutzreservaten eingerichtet, in denen Kämpfer der UNITA und der Renamo ausgebildet wurden. Obwohl Prinz Bernhard niemals in diesem Zusammenhang angeklagt wurde, schadete auch das „Projekt Schloss“ dem Ruf des Prinzen.

## Auszeichnungen (Auswahl)

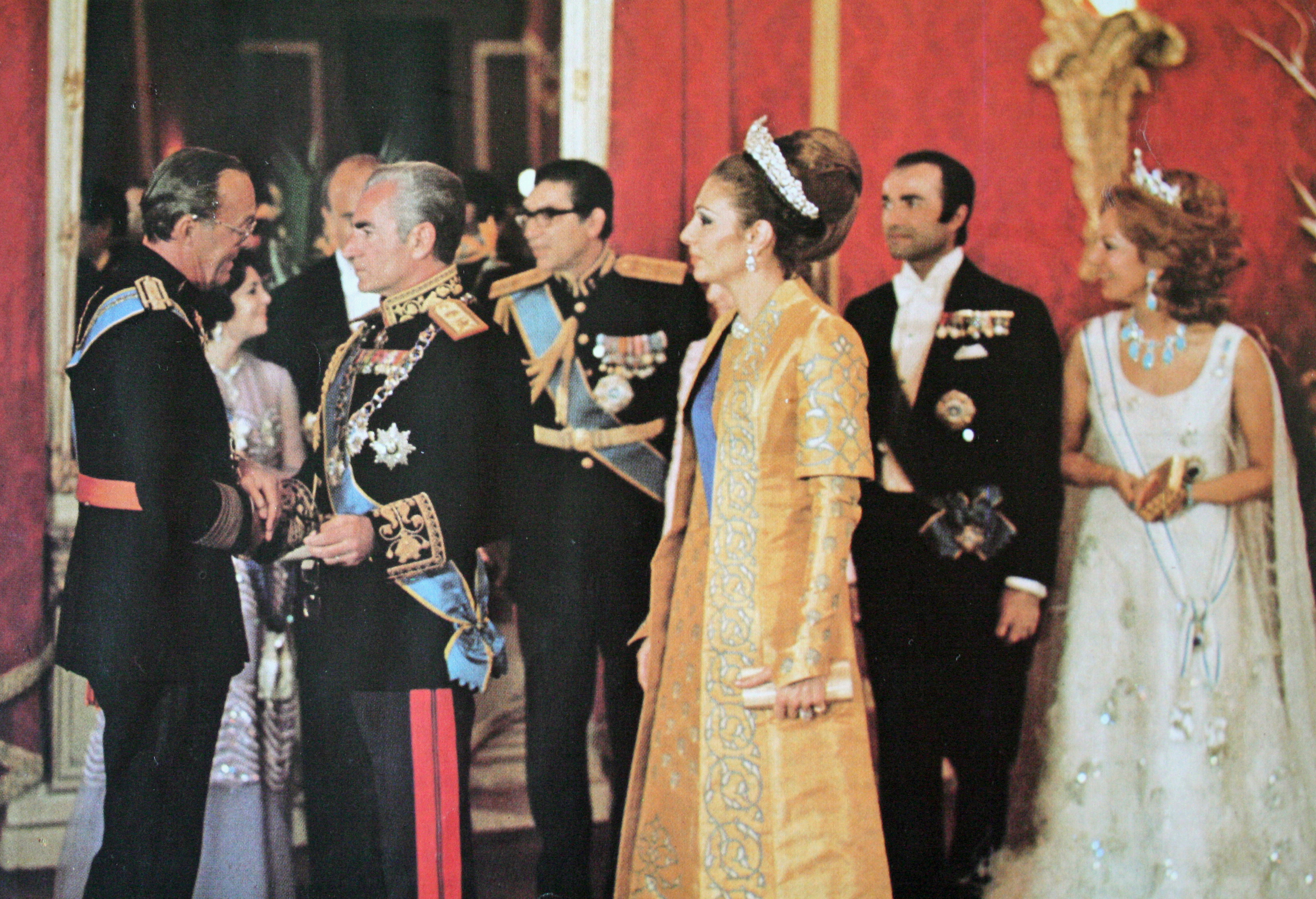
Bernhard in Persien mit dem Schah von Persien Mohammad Reza Pahlavi und dessen Frau Farah Pahlavi (Persepolis 1971)

Prinz Bernhard trug 96 Orden und Auszeichnungen aus aller Welt. Darunter:
- 1946: Ritter-Komtur im Militär-Wilhelms-Orden, der höchsten Auszeichnung der Niederlande
- 1946: Fliegerkreuz
- 1951: Nassauische Hausorden vom Goldenen Löwen[19]
- 1961: Groß-Stern des Ehrenzeichens für Verdienste um die Republik Österreich[20]
- 1969: Sonderstufe des Großkreuzes des Verdienstordens der Bundesrepublik Deutschland
- 1970: Collane des Finnischen Ordens der Weißen Rose
- 1973: Großkreuz des Verdienstordens der Italienischen Republik

Der Prinz war Johanniter und brachte in der Allianz der Orden vom Hl. Johannes von Niederweisel eine Verbindung zwischen Johannitern in Nord-Europa zustande. Später vermittelte er zwischen diesem Orden und dem katholischen Malteserorden. Der Asteroid des inneren Hauptgürtels (2643) Bernhard ist nach ihm benannt.

## Stammtafel
| Stammtafel Bernhard zur Lippe-Biesterfeld                                             | Stammtafel Bernhard zur Lippe-Biesterfeld                                            | Stammtafel Bernhard zur Lippe-Biesterfeld                                            | Stammtafel Bernhard zur Lippe-Biesterfeld                                                                          | Stammtafel Bernhard zur Lippe-Biesterfeld                                                                          | Stammtafel Bernhard zur Lippe-Biesterfeld                                           | Stammtafel Bernhard zur Lippe-Biesterfeld                                           | Stammtafel Bernhard zur Lippe-Biesterfeld                                           | Stammtafel Bernhard zur Lippe-Biesterfeld                                           |
| ------------------------------------------------------------------------------------- | ------------------------------------------------------------------------------------ | ------------------------------------------------------------------------------------ | --- | --- | ----------------------------------------------------------------------------------- | ----------------------------------------------------------------------------------- | ----------------------------------------------------------------------------------- | ----------------------------------------------------------------------------------- |
| Großeltern                                                                            | Ernst zur Lippe-Biesterfeld (1842–1904) × 1869 Caroline von Wartensleben (1844–1905) | Ernst zur Lippe-Biesterfeld (1842–1904) × 1869 Caroline von Wartensleben (1844–1905) | Ernst zur Lippe-Biesterfeld (1842–1904) × 1869 Caroline von Wartensleben (1844–1905)                               | Ernst zur Lippe-Biesterfeld (1842–1904) × 1869 Caroline von Wartensleben (1844–1905)                               | Aschwin von Sierstorpff-Cramm (1846–1909) x 1872 Hedwig von Sierstorpff (1848–1900) | Aschwin von Sierstorpff-Cramm (1846–1909) x 1872 Hedwig von Sierstorpff (1848–1900) | Aschwin von Sierstorpff-Cramm (1846–1909) x 1872 Hedwig von Sierstorpff (1848–1900) | Aschwin von Sierstorpff-Cramm (1846–1909) x 1872 Hedwig von Sierstorpff (1848–1900) |
| Eltern                                                                                | Bernhard zur Lippe (1872–1934) × 1909 Armgard von Cramm (1883–1971)                  | Bernhard zur Lippe (1872–1934) × 1909 Armgard von Cramm (1883–1971)                  | Bernhard zur Lippe (1872–1934) × 1909 Armgard von Cramm (1883–1971)                                                | Bernhard zur Lippe (1872–1934) × 1909 Armgard von Cramm (1883–1971)                                                | Bernhard zur Lippe (1872–1934) × 1909 Armgard von Cramm (1883–1971)                 | Bernhard zur Lippe (1872–1934) × 1909 Armgard von Cramm (1883–1971)                 | Bernhard zur Lippe (1872–1934) × 1909 Armgard von Cramm (1883–1971)                 | Bernhard zur Lippe (1872–1934) × 1909 Armgard von Cramm (1883–1971)                 |
| Bernhard zur Lippe-Biesterfeld (1911–2004) × 1937 Juliana der Niederlande (1909–2004) |                                                                                      |                                                                                      | | |                                                                                     |                                                                                     |                                                                                     |                                                                                     |
| Kinder                                                                                | Beatrix der Niederlande (1938) × 1966 Claus von Amsberg (1926–2002)                  | Beatrix der Niederlande (1938) × 1966 Claus von Amsberg (1926–2002)                  | Irene (1939) × 1964 Karel Hugo von Bourbon-Parma (1930–2010)                                                       | Irene (1939) × 1964 Karel Hugo von Bourbon-Parma (1930–2010)                                                       | Margriet (1943) × 1967 Pieter van Vollenhoven (1939)                                | Margriet (1943) × 1967 Pieter van Vollenhoven (1939)                                | Christina (1947–2019) x 1975 Jorge Guillermo (1946)                                 | Christina (1947–2019) x 1975 Jorge Guillermo (1946)                                 |
| Enkelkinder                                                                           | Willem-Alexander der Niederlande (1967) Johan Friso (1968–2013) Constantijn (1969)   | Willem-Alexander der Niederlande (1967) Johan Friso (1968–2013) Constantijn (1969)   | Carlos Javier Bernardo (1970) Margarita Beatrix Marie (1972) Jaime Bernardo (1972) Maria Carolina Christina (1974) | Carlos Javier Bernardo (1970) Margarita Beatrix Marie (1972) Jaime Bernardo (1972) Maria Carolina Christina (1974) | Maurits (1968) Bernhard jr (1969) Pieter-Christiaan (1972) Floris (1975)            | Maurits (1968) Bernhard jr (1969) Pieter-Christiaan (1972) Floris (1975)            | Bernardo (1977) Nicolas (1979) Juliana jr (1981)                                    | Bernardo (1977) Nicolas (1979) Juliana jr (1981)                                    |

Außer den ehelichen hat Prinz Bernhard zwei uneheliche Töchter: die US-Amerikanerin Alicia de Bielefeld (* 1952 in San Francisco) und die Französin Alexia Grinda-Lejeune (* 1967 in Boulogne-Billancourt).